# علی صدقی
علی صدقی بانکدار و مدیر ارشد اجرایی ایرانی است. او از خرداد ۱۳۹۴ تا تیر ۱۳۹۵، کمی بیش از یک سال، مدیرعامل بانک رفاه کارگران بود که در پی افشای فیش‌های حقوقی مدیران دولتی به علت دریافتی بالا و نامتعارف، از سوی وزیر تعاون، کار و رفاه اجتماعی از کار برکنار شد.
میرزا علی صدقی فعالیت در عرصه بانکداری را از بانک ملی ایران آغاز کرد، در فاصله سال‌های ۱۳۸۵ تا ۱۳۸۸ مدیرعاملی بانک ملی ایران را برعهده داشت و پس از آن ریاست هیئت مدیره مؤسسه مالی و اعتباری نور را برعهده گرفت و پس از آن در یازدهم خردادماه سال ۱۳۹۴ مدیرعامل بانک رفاه شد. در جلسه معارفه آقای صدقی، علی ربیعی، وزیر کار و تعاون و رفاه اجتماعی، و تقی نوربخش، مدیرعامل سازمان تأمین اجتماعی، نیز حضور داشتند.
مؤسسه مالی و اعتباری نور، از ادغام سه مؤسسه مالی کارسازان آینده، ریحانه گستر مشیز و پیشگامان تشکیل شده بود و یک بار در سال ۹۳ با شایعه ورشکستگی روبرو شد و افراد بسیاری در شهرستان داراب به این مؤسسه هجوم برده و حساب‌های خود را در آن بستند. در آن زمان مطرح شده بود که مؤسسه نور با پدیده شاندیز در ارتباط است. اخباری که توسط سرپرست مؤسسه و اطلاعیه رئیس دادگستری تکذیب شدند. همچنین بانک مرکزی ایران یک بار در سال ۹۱، در خصوص سرمایه‌گذاری در مؤسسه کارسازان آینده هشدار داده و گفته بود که این مؤسسه به وعده‌های تبلیغاتی خود عمل نمی‌کند و از پول مردم برای سرمایه‌گذاری در کشورهای عربی و سنگاپور استفاده می‌کند.
میرزا علی صدقی همچین در زمان التهابات بازار ارز به همراه حسین فریدون اقدام به تاسیس صرافی بدون مجوز بنام صدقی و شرکا نمود که از وی به عنوان یکی از کاسبان تحریم ها نام برده می شود که تا کنون با وجود اظهارات قاضی سراج مبنی بر تخلفات وی در زمان مدیر عاملی بانک ملی محاکمه وی در پرده ای از ابهام قرار دارد . 
طبق اسناد موجود در روزنامه رسمی اکنون وی در بیش از ۵ شرکت خصوصی وابسته به دولت به عنوان رئیس هیئت مدیره و یا عضو هیئت مدیره مشغول به کار می باشد . از جمله کنار گذر جاده مشهد، حسابداران هوشمند و ...
در سریال گاندو سری دوم نیز شخصی بنام صادقی که دارای صرافی بوده و نقش زیادی در التهابات بازار ارز داشته همان میرزا علی صدقی است که از این راه ثروت هنگفتی کسب نموده است.

## جنجال دریافتی و حقوق
در خرداد ۱۳۹۵ سایت خبری دانا اسناد از دریافتی‌های گسترده در بانک رفاه کارگران و هیئت مدیره و مدیر عامل آن منتشر ساخت. مدیر عامل بانک رفاه در طول نزدیک به ۲۰ روز پایان سال ۹۴ بالغ بر ۲۳۰ میلیون تومان دریافتی تحت عناوین مختلف داشته است.

## برکناری
پس از دیدار سید علی خامنه‌ای رهبر ایران با هیئت دولت در ۲ تیر ماه سال ۱۳۹۵ مبنی بر پیگیری و برخورد با مدیرانی که حقوق‌های نجومی دریافت می‌کردند، میرزا علی صدقی از کار برکنار شد و ادعا شد ۲۴۰ میلیون تومان از حقوق و مزایای خود را مسترد کرده است. آقای صدقی کمی بعد خبر برکناری خود را تکذیب کرد.
صدقی تمام این ادعاها را رد کرد و گفت برگه منتشر شده یک صورتحساب بانکی و گردش حساب در مدتی طولانی است، نه یک فیش حقوقی؛ ولی ضمن رد امکان وجود حقوق ۲۰۰ میلیون تومانی در هر بانکی، گفت که از آنجا که بانک رفاه یک بانک خصوصی است وزیر اختیار عزل مدیر عامل آن را ندارد. وی گفت که از منتشر کنندگان اخبار کذب شکایت خواهد کرد.
ناصر سراج، رئیس سازمان بازرسی کل کشور گفت با وجود اینکه میرزا علی صدقی «پرونده‌های سنگین» داشته، با اصرار برادر حسن روحانی رئیس جمهور ایران به این سمت منصوب شده بود. علی ربیعی، وزیر تعاون و رفاه ایران، در واکنشی مستقیم به سخنان ناصر سراج گفت که در انتصاب علی صدقی روند قانونی طی شده بوده است.
پیش از این رسانه‌های اصولگرا از جمله روزنامه کیهان، مدیرعامل بانک رفاه را متهم کرده بودند که «در ائتلافی» با سه نفر از جمله حسین فریدون، برادر رئیس‌جمهوری ایران، شرکتی تضامنی را برای مبادله ارز و سکه راه‌اندازی کرده بودند. رسانه‌های اصولگرا همچنین اعلام کرده بودند که میرزا علی صدقی با حمایت حسین فریدون به عنوان مدیر عامل بانک رفاه منصوب شده است. آقای صدقی اما در واکنش به این گزارش‌ها گفته بود که این صرافی در سال ۹۰ ایجاد و پس از دو سال فعالیت بسته شد «زیرا توان و سرمایه بالا را نداشت» اما «امروز عده‌ای که می‌خواهند با دولت برخورد کنند، آن را بهانه قرار داده‌اند».